# ژیان‌مرغ بوته‌ای پهلوحنایی
ژیان‌مرغ بوته‌ای پهلوحنایی یا ژیان‌مرغ کوتوله پهلوحنایی (نام علمی: Euscarthmus rufomarginatus) گونه‌ای از پرندگان تیرهٔ ژیان‌مرغان (Tyrannidae) است که در بولیوی، برزیل، پاراگوئه و سورینام یافت می‌شود.
ژیان‌مرغ بوته‌ای پهلوحنایی تک‌نماد است.